# Jakob von Leslie
Jakob (James) von Leslie (auch: Leßel, Lesel, * 1636 in Balquhain, Aberdeenshire; † 12. Dezember 1691 in Graz in der Steiermark) kaiserlicher Feldmarschall schottischer Herkunft. Er war zuletzt Inhaber des Infanterieregiments No. 36.

## Herkunft
Seine Eltern waren Alexander Leslie, 14. Baron von Balquhain, und dessen Ehefrau Jean Elphinstone.

## Leben
Leslie wuchs in Schottland auf. Aber sein reicher Onkel der Graf Walter von Leslie hatte keine Kinder und bestimmte ihn 1655 zu seinem Erben. Jakob kam nach Österreich und sein Onkel vollendete dort dessen Ausbildung. Jakob machte dann seine Kavalierstour nach Deutschland, Polen, Frankreich, Spanien und Italien.
Nach seiner Rückkehr ging er in kaiserliche Dienste. Er zeichnete sich aus und wurde 1660 bereits Kämmerer. 1663 war er Oberstleutnant im Infanterieregiments No. 24 und wurde 1665 zum Oberst und Inhaber sowie Kommandeur des Regiments. Er wurde am 28. Juni 1673 zum Generalfeldwachtmeister befördert und musste 1775 sein Regiment an Mansfeld abgeben.
Leslie errichtete dann das Infanterieregiments No. 36 dessen Inhaber er bis zu seinem Tod blieb. Er wurde am 30. Oktober 1681 zum Feldzeugmeister ernannt und kämpfte 1683 bei der Verteidigung von Wien. Von seinem Anteil an der Beute schickte er einige Stücke zusammen mit Bildern von ihm und seinem Onkel Walter nach Fetternear, wo sie noch 1859 gezeigt wurden.
Anschließend wurde er am  1. Dezember 1683 Feldmarschall befördert und nahm an der Gegenoffensive teil. Sein Truppen eroberten die Grenzfestung Virovitica.
Von Gicht geplagt zog sich Leslie 1688 in Privatleben zurück. Er übergab seine Truppen an einen Verwandten, den Oberst Graf Joseph Karl von Dietrichstein (1663–1693). Bereits 1864 hatte er einen Gutshof bei Graz gekauft, den er Lesliehof nannte. Er verbrachte aber auch viel Zeit am Hof in Wien.

## Familie
Leslie heiratete am 17. Juli 1667 Maria Theresia von Liechtenstein (* 1649; † 4. Februar 1717), Tochter von Karl Eusebius von Liechtenstein. Die blieb kinderlos.
Die Witwe heiratete den Geheimen Rat Graf Johann Balthazar von Wagensperg (1642–1693).
Wie schon sein Onkel vererbte Leslie sein Vermögen an einen Neffen Jakob Ernst von Leslie († 1737). Nun erhielt es Karl Cajetan von Leslie († 1762). Der hatte zwei Söhne Johann († 1774) und Anton (1734–1802). Die österreichischen Leslie starben mit Anton von Leslie am 22. Februar 1802 aus. Name, Wappen und Vermögen fiel nun an Karl Johann von Dietrichstein. Dieser begründete nun die Linie Dietrichstein-Proskau-Leslie.